# Административное деление СССР на 1 января 1933 года

## СССР. 1 января 1933 года
СССР делился на республики
- общее число советских республик — 7
- общее число советских республик ЗСФСР — 3
- общее число автономных республик — 16
- общее число краёв — 9
- общее число областей — 6
- общее число округов — 228
- общее число автономных округов — 11
- столица СССР — город Москва
- вновь образованы

1. 1.     1. Кара-Калпакская АССР (20 марта 1932 года) из Кара-Калпакской АО

- список республик:

1. РСФСР (г. Москва)
  1.     1. Башкирская АССР (г. Уфа)
    2. Бурят-Монгольская АССР (г. Верхнеудинск)
    3. Дагестанская АССР (г. Махач-Кала)
    4. Казакская АССР (г. Алма-Ата)
    5. Кара-Калпакская АССР (г. Турткуль)
    6. Карельская АССР (г. Петрозаводск)
    7. Киргизская АССР (г. Фрунзе)
    8. Крымская АССР (г. Симферополь)
    9. АССР Немцев Поволжья (г. Энгельс)
    10. Татарская АССР (г. Казань)
    11. Чувашская АССР (г. Чебоксары)
    12. Якутская АССР (г. Якутск)
2. Украинская ССР (г. Харьков)
  1.     1. Молдавская АССР (г. Тирасполь)
3. Белорусская ССР (г. Минск)
4. ЗСФСР (г. Тифлис)
  1. Азербайджанская ССР (г. Баку)
    1. Нахичеванская АССР (г. Нахичевань)

  2. Армянская ССР (г. Эривань)
  3. Грузинская ССР (г. Тифлис)
    1. Абхазская АССР (г. Сухум)
    2. Аджарская АССР (г. Батум)
5. Таджикская ССР (г. Сталинабад)
6. Туркменская ССР (г. Ашхабад)
7. Узбекская ССР (г. Ташкент)